# Emil Kraepelin
Emil Kraepelin (Neustrelitz, 1856. február 15. – München, 1926. október 7.) német pszichiáter. H.J. Eysenck Encyclopedia of Psychology című könyvében úgy nevezi őt, mint a modern tudományos pszichiátria, a pszichofarmakológia és a pszichiátriai genetika megalapítóját. Kraepelin úgy vélte, hogy a pszichiátriai betegség elsősorban biológiai és genetikai zavarok következménye. Kraepelint kritikával illették, ugyanis a szkizofréniának biológiai eredetű zavart tulajdonított anélkül, hogy szövettani vagy anatómiai rendellenességeket találtak volna a betegeknél. Míg Kraepelin a mentális betegség szervi okait kutatta, sok tételt átvett a pozitivista gondolkodásból, mely az orvostudományt is utolérte. Azonban a megismerés alapjának nem az etológiát tartotta, ugyanis az elmebetegség okainak feltárása nem a legnagyobb pontossággal történt. Kraepelin elméletei domináltak a pszichiátriában a 20. század elején, és Sigmund Freud későbbi pszichodinamikus áttörése és tanítása ellenére Kraepelin tanai újjáéledni látszottak a század végén.

## Család és korai életszakasz
Kraepelin köztisztviselő fiaként született, 1856-ban, Neustrelitzben, mecklenburg-strelitzi nagyherzegség fővárosában. Először testvérének, Karlnak köszönhetően találkozott közelebbről a biológiával, majd később a Hamburgi Zoológiai Múzeum igazgatójának hozzájárulásával.

## Pályafutása
Kraepelin 18 éves korában kezdte orvosi tanulmányait Lipcsében és Würzburgban, Németországban. Lipcsében, ahol neuropatológiát tanult Paul Flechsig tanítványaként, valamint kísérleti pszichológiát Wilhelm Wundt tanítványaként, megírta díjnyertes értekezését, a The Influence of Acute Illness in the Causation of Mental Disorders (Az akut betegségek hatása ok-okozati összefüggésben a mentális zavarokra) című esszét. Doktori címét 1878-ban szerezte.
1879-ben, Kraepelin a Müncheni Egyetemen kezdett dolgozni Bernhard von Guddennel, ahol kiegészítette tézisét: A pszichológia helye a pszichiátriában. 1882-ben, mikor visszatért a Lipcsei Egyetemre, Wilhelm Heinrich Erb neurológiai klinikáján dolgozott, illetve Wundt pszichofarmakológia laboratóriumában. Fő munkáját, a "Compendium der Psychiatrie"-t (A pszichiátria összefoglalása) először 1883-ban nyomtatták ki.
Úgy nyilatkozik benne, hogy a pszichiátria az orvostudományok egyik ága, melyet megfigyelésen és kísérletezésen keresztül kellene vizsgálni, mint más természettudományokat. Felkérték a mentális betegségek fizikai okainak kutatására, és megalkotta a mentális betegségek modern osztályozásának alapjait. Kraepelin úgy gondolta, hogy a kórtörténetek tanulmányozásával, a specifikus rendellenességek azonosításával, a személyiségben rejlő egyéni különbségek, illetve a páciens életkorának számbavételével a mentális betegség folyamata bejósolható.
1884-ben vezető orvos lett Leubusban, és a következő évben kijelölték a Treatment and Nursing Institute igazgatójának Drezdában. 1886-ban 30 éves korában, Kraepelint kinevezték pszichiátria professzornak a Dorpati Egyetemen. 4 évvel később a Heidelbergi Egyetem tanszékvezetőjévé vált, ahol 1904-ig maradt. Tartuban a nyolcvan ágyas Egyetemi Klinika igazgatója lett. Részletesen tanulmányozta a klinikai eseteket, ami odáig vezette, hogy meghatározta a betegség lefolyásának fontosságát a mentális zavarok osztályozásának alapján. Tíz évvel később bejelentette, hogy új szemléletet alkotott a mentális betegségek tekintetében. A hagyományos nézetet „szimptomatikusnak” nevezte, saját nézetére úgy utalt, mint „klinikai” meglátásokra. Ez paradigma-meghatározó szintézisévé vált a 19. században osztályozott száz mentális zavarral, a betegségek csoportosításával kapcsolatban, mely az egyes szindrómák osztályozása alapján történt — Kraepelin inkább a tünetek közös mintázatait emelte ki, mint az egyszerű hasonlóságot a fő tünetek mentén, ahogy azt elődei tették. Valójában ez az újítás pontosan az olyan módszerek iránt tanúsított elégedetlenség miatt történt, melyeket Kraepelin tovább fejlesztett új diagnosztikus rendszerében.

## Elméletek és hatásuk
Kraepelin az osztályozás során két részre bontott olyan betegségeket, melyekről azelőtt úgy gondolták, hogy azonos elmebetegséget jelölnek: mániás depresszió (mely ma már hangulatzavarok széles skáláját foglalja magába, mint például visszatérő major depresszió, illetve bipoláris depresszió) és dementia praecox. Ő alkotta meg a dementia praecox fogalmát, melyet úgy határozott meg, mint egy "a mentális gyengeség egy sajátságos állapotának félig akut fejlődését, mely fiatal korban fordul elő." Mikor ezt a fogalmat 1893-ban Lehrbuch der Psychiatrie című művének negyedik német kiadásában először bemutatta, a degeneratív zavarok mellett foglalt helyet, de külön a katatóniától és a demens paranoiáktól. Abban az időben a fogalom megfelelt Ewald Hecker hebephrenia fogalmának. 1899-ben, a Lehrbuch hatodik kiadásában mindhárom klinikai típust egy betegség, a dementia praecox különböző kifejezéseiként kezeli.
Módszerének egyik legfőbb alapelve az a felismerés volt, hogy bármely tünet megjelenhet a felsorolt rendellenességek bármelyikében; pl. szinte nem is létezik olyan tünet a dementia praecoxban, mely néha ne fordulna elő mániás depresszióban. Az egyes betegségek szimptomatikus megkülönböztetésénél nem valamilyen tünetről vagy tünetegyüttesről beszélünk, hanem a tünetek specifikus mintázatáról. Közvetlen pszichológiai,- genetikai teszt vagy az egyes betegségek jelzőinek hiányában a betegségeket csak a tünetek specifikus mintázatának segítségével lehet elkülöníteni. Tehát Kraepelin rendszere egyfajta módszer a mintázat felismeréshez és nem a hasonló tünetek csoportosítása.
Kraepelin azt is bebizonyította, hogy léteznek specifikus mintázatok ezen rendellenességek genetikájában, lefolyásában és kimenetelében. Általánosságban véve, több szkizofrént véltek felfedezni a szkizofrén páciensek rokonai között, mint a normál populáció körében, míg a mániás depresszió gyakoribb a mániás depressziós rokonainak esetében. Azonban természetesen ez nem demonstrálja a genetikai kapcsolatot, mivel akár társas-környezeti faktorról is szó lehet. Szintén beszámolt ezen állapotok lefolyásának és kimenetelének egy bizonyos mintázatáról. Kraepelin úgy vélte, hogy a szkizofréniának van egy hanyatló folyamata, melyben a mentális funkció folyamatosan romlik, míg mániás depresszióban a betegek időszakosan élik át a betegséget, melynek során a páciensek feltehetőleg tünetmentesek azokban az időközökben, melyek elválasztják az akut epizódokat. Ez vezette Kraepelint oda, hogy megnevezze a jelenséget, melyet ma úgy ismerünk, hogy szkizofrénia, dementia praecox (A demencia jelöli az irreverzibilis mentális hanyatlást). Mint később kiderült, a demencia nem törvényszerűen vezetett mentális károsodáshoz, és így Eugen Bleuler ismét átnevezte szkizofréniának, hogy kijavítsa Kraepelin alkalmatlan jelzőjét.
Kraepelin feltételezte, hogy specifikus agyi vagy más biológiai jellegű patológia húzódik meg az egyes nagy pszichiátriai zavarok hátterében. Alois Alzheimer kollégájaként és az Alzheimer-kór társ felfedezőjeként Kraepelin laborjában történt a betegség patológiás alapjainak feltárása. Biztos volt afelől, hogy egy napon lehetségessé válik minden nagy pszichiátriai rendellenesség patológiás alapjának megismerése.

## Hatása
Kraepelin nagyszabású hozzájárulása a szkizofrénia, illetve a mániás depresszió felfedezéséhez a nagyközönség előtt rejtve maradt, ahogyan munkája is, mely nem rendelkezik a Freud által ismert irodalmi színvonallal, sem azzal a paradigmatikus erővel, melyet a pszichoanalízis atyja műveibe belevitt, így Kraepelin írásait kevesen olvassák, inkább tudományos körökben. Kraepelin jelentős mértékben hozzájárult a huszadik század pszichiátriai és pszichológiai arculatához. Nézetei manapság erősen dominálnak a pszichiátriai kutatásokban, valamint a tudományos pszichiátriában, és a publikált irodalom a pszichiátria területén túlnyomó mértékben biológiai jellegű orientációját tekintve. Alapvető elméletei az etológiában, illetve a pszichiátriai rendellenességekben megalkotják az összes fő diagnosztikai rendszer alapját, melyek ma használatosak, kiemelve itt az Amerikai Pszichiátriai Társaság diagnosztikai rendszerét (lásd: Mentális zavarok diagnosztikai és statisztikai kézikönyve) és az Egészségügyi Világszervezet (WHO) a betegségek nemzetközi osztályozására szolgáló kódrendszerét (ICD). Ebben az értelemben véve, Kraepelin nem csupán történeti jelentőséggel bír, hanem erősen befolyásolta a kortárs pszichiátriai kutatásokat is munkájának köszönhetően.

## Pszichológia
Kraepelin egy életen át tartó érdeklődést mutatott a kísérleti pszichológia iránt. Heidelbergben és a korai müncheni évek alatt kiadta a Psychologische Arbeiten (Lélektani munkák) című kísérleti pszichológia témájában megírt folyóiratot. Híres hozzájárulásainak egyike ezen folyóirathoz monográfia formájában is megjelent (105 o.) Über Sprachstörungen im Traume címen (nyelvi zavarokról álmokban) címen Kraepelin az álom pszichózisának alapjait több, mint 20 éven át tanulmányozta, elsősorban az álmokban jelentkező nyelvi zavarokat, hogy indirekt módon tanulmányozhassa a schizophasiát. Kraepelin elsősorban saját álmait gyűjtötte össze, melyekből erősen hiányoznak az álmodó megjegyzései. Ahhoz, hogy tanulmányozni lehessen ezeket az álmokat, az összes ma elérhető biográfiai adat szükséges Kraepelinről (lásd pl. Burgmair et al., I-VII).

## Köteteinek legújabb közreadása
- Burgmair, Wolfgang & Eric J. Engstrom & Matthias Weber, et al., eds. Emil Kraepelin. 7 vols. Munich: belleville, 2000-2008.
- Vol. VII: Kraepelin in Munich, Teil II: 1914-1920 (2009), ISBN 978-3-933510-96-9
- Vol. VI: Kraepelin in Munich, Teil I: 1903-1914 (2006), ISBN 3-933510-95-3
- Vol. V: Kraepelin in Heidelberg, 1891-1903 (2005), ISBN 3-933510-94-5
- Vol. IV: Kraepelin in Dorpat, 1886-1891 (2003), ISBN 3-933510-93-7
- Vol. III: Briefe I, 1868-1886 (2002), ISBN 3-933510-92-9
- Vol. II: Kriminologische und forensische Schriften: Werke und Briefe (2001), ISBN 3-933510-91-0
- Vol. I: Persönliches, Selbstzeugnisse (2000), ISBN 3-933510-90-2

## Elismerése
- 1908-ban megválasztották a Svéd Királyi Tudományos Akadémia tagjának.

## Fordítás
Ez a szócikk részben vagy egészben  az   Emil Kraepelin című angol Wikipédia-szócikk fordításán alapul.  Az eredeti cikk szerkesztőit annak laptörténete sorolja fel. Ez a jelzés csupán a megfogalmazás eredetét és a szerzői jogokat jelzi, nem szolgál a cikkben szereplő információk forrásmegjelöléseként.